# Psydrax kibuwae
Psydrax kibuwae är en måreväxtart som beskrevs av Diane Mary Bridson. Psydrax kibuwae ingår i släktet Psydrax och familjen måreväxter. IUCN kategoriserar arten globalt som sårbar. Inga underarter finns listade i Catalogue of Life.